# 칼레아 빅토리에

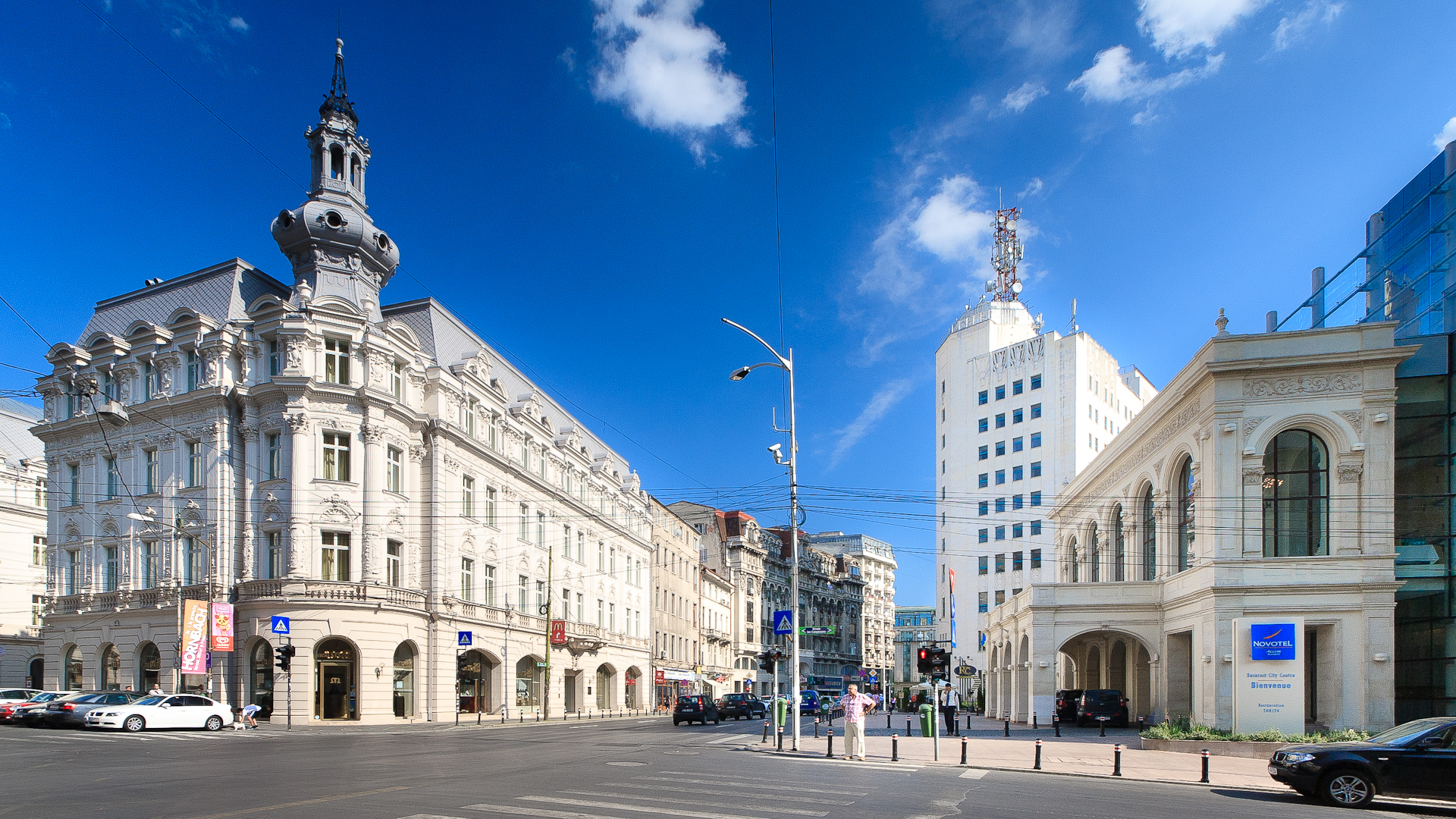
부쿠레슈티 전화궁을 향해 남쪽을 바라보고 있다.

칼레아 빅토리에(Calea Victoriei 또는 Victory Avenue)는 부쿠레슈티 중심부의 주요 도로이다. 1번 구역에 위치하며 길이가 2.7km(1.7마일)이며 독립기념지역(Splaiul Independentenşei, 듬보비차강과 평행하게 이어짐)에서 북쪽으로 이어진 다음 북서쪽에서 피아샤 빅토리에까지 이어지며 여기서 쇼세우아 키셀레프(şoseaua Kiseleff)는 북쪽으로 계속 이어진다.

## 건물 및 기념비
- 루마니아 아테나움
- 루마니아 국립미술관
- 혁명광장 (부쿠레슈티)